# Asian Dub Foundation
Asian Dub Foundation (poznat i pod kraticom ADF) je englesko/indijski sastav koji svira alternativu i elektroničku glazbu, te miješa breakbeat, dub, dancehall i raggu. Također koriste rock instrumente koristeći i utjecaj punk/rocka.

## Povijest sastava
Sastav je nastao 1993. godine kao plod dokumentarnog filma Identical Beat, uratka snimanog u Londonu na lokaciji Community Music House sa svrhom da pokaže azijskoj djeci imigranata osnove glazbe i glazbene tehnologije. Dvoje voditelja filma, Aniruddha Das i John Pandit, već tada poznat i kao uspješan DJ, zajedno s učenikom, 14-godišnjim bengalskim reperom Deederom Zamanom osnovali su sastav kojeg su nazvali Asian Dub Foundation. Popularni nadimak im je MIDI Warriors of XXI Century (MIDI ratnici 20. stoljeća).
Nakon osnivanja sastava svaki je član uzeo nadimak: basist Das postao je Dr. Das, Pandit je postao Pandit G, a Zaman Master D. 1994. godine dobili su još jednoga člana, gitarista Stevea Chandru Savalea, inovativnoga performera koji je često gitaru svirao nožem, čime je dobio nadimak Chandrasonic. Nakon dobivanja novoga člana, sastav je krenuo sa stvaralaštvom i pjesmama koje su se izrazito protivile nasilju protiv Azijaca u Ujedinjenom Kraljevstvu. Debitirali su pjesmom "Conscious" (Svjestan) 1994. godine. Nakon uspješnog debija ponajviše na Otoku zbog miješanja raznih vrsta glazbe, od punk/rocka do bengalske narodne glazbe, ADF je dobio pozitivne recenzije i od antifašističkih pokreta, koji su podržavali njihovu borbu protiv rasizma.
Nakon stečene reputacije glazbenika koji sviraju brojne koncerte, sastav je dobio još dva člana: plesača Bubble-E-a i još jednog DJ-a, Sun-J-a. 1995. godina bila je izrazito uspješna zbog brojnih nagrada, poglavito ona za pjesmu "Rebel Warrior". Drugi album Rafi's Revenge (Rafijeva osveta) bio je nominiran za Mercury Prize, jedno od najvećih glazbenih priznanja na Otoku, zbog još jednom ponovljenih punk/rock elemenata pomiješanih ovaj put sa jungle/reggae ritmovima. Rafi's Revenge je u većini glazbenih medija ocijenjen ocjenom 10/10. Iste godine održali su turneju po SAD-u i Japanu, zajedno s Beastie Boysima.
Deeder Zaman je napustio sastav nakon posljednjeg koncerta s ADF-om 1. siječnja 2000., a sastav se nakon toga proširio Pritphalom Rajputom (dhol, tabla), Rockyjem Singhom (bubnjevi), MC Spex-om (vokali) i Akhtarvatorom (vokali). Tadašnji sastav je prvi put nastupio u Rio de Janeiru, Brazil, 2001. godine, na koncertu nazvan Favela Rising (Ustanak favele). Nastavili su održavati koncerte uživo diljem svijeta narednih pet godina. 2004. godine su čak javno istupili u javnost prosvjedujući protiv mučenja zatvorenika iz Abu Ghraiba.
2003. godine izdali su album Enemy of the Enemy (Neprijateljev neprijatelj) koji je postao njihov najprodavaniji album, djelomice i zbog toga što je sadržavao pjesme "Fortress Europe" (samostalna pjesma koja priča o neprihvatljivoj politici EU-a prema imigrantima) i "1000 Mirrors", pjesmu koju pjeva Irkinja Sinead O'Connor, a govori o ženi koja je osuđena na doživotni zatvor zbog ubojstva nasilnoga muža. Iste godine održali su koncert pred 100.000 ljudi u Larzacu, Francuska.
ADF je autor dub/punk opere Gaddafi: A Living Myth (Gaddafi: Živući mit) o libijskom vladaru Gaddafiju, koja je premijerno izvedena u Londonu 7. rujna 2006. godine. Dr Das se također povukao iz sastava zbog pokušaja razvoja vlastite glazbe. Zamjenski basist je Martin Savale, poznat i kao Babu Stormz.

## Diskografija

### Albumi
- Facts and Fictions (1995.)
- R.A.F.I. (1997.), originalno izdan samo u Francuskoj
- Rafi's Revenge (1998.)
- Conscious Party (live) (1998.), originalno izdan samo u Francuskoj
- Community Music (2000.)
- Frontline 1993-1997: rarities and remixes (2001.)
- Enemy of the Enemy (2003.)
- Asian Dub Foundation live: Keep bangin' on the walls (CD) (2003.)
- Tank (2005.)
- Time Freeze 1995/2007: The Best Of (2007.)
- Punkara (2008.)

### DVD izdanja
- Asian Dub Foundation live: Asian Dub Foundation live (DVD) (2003.)

### Ostalo
Pjesme Asian Dub Foundationa nalaze se i u nekoliko videoigara: "Flyover" u Burnout Revengeu, "Rise to the Challenge" u FIFA 2004 i "Fortress Europe" u Need for Speed: Underground.

## Vanjske poveznice
- Službena stranica Asian Dub Foundationa  Arhivirana inačica izvorne stranice od 1. travnja 2009. (Wayback Machine)
- Gaddafi: A Living Myth - Službena stranica
- ADF fansite